# Kazushi Kimura
Kazushi Kimura (født 19. juli 1958) er en japansk fodboldspiller.

## Japans fodboldlandshold
| Japans landshold | Japans landshold | Japans landshold |
| År               | Kmp              | Mål              |
| ---------------- | ---------------- | ---------------- |
| 1979             | 3                | 0                |
| 1980             | 9                | 4                |
| 1981             | 1                | 0                |
| 1982             | 8                | 1                |
| 1983             | 10               | 8                |
| 1984             | 7                | 4                |
| 1985             | 10               | 7                |
| 1986             | 6                | 2                |
| Total            | 54               | 26               |